# Caapóra
La Ka'a Póra (en guaraní), Caapóra o Caá Póra es una criatura de la mitología de las tribus tupíes. Es una mujer fantasma en el estado de Rio Grande do Sul (Brasil), y en el sur del Paraguay o un hombre enorme en el Nordeste argentino. Entre los grupos no guaraníes, recibe el nombre de Kripandufuá.

## Origen del nombre
El nombre Caapóra o Caá Póra viene del guaraní donde se escribe Ka'a póra. Mientras que ka'a se traduce al español como: hoja, planta, selva, vegetal en general ; y póra (nombre de una leyenda paraguaya) se traduce como fantasma por lo que el nombre se significaría fantasma de la selva o espíritu del bosque.

## En Brasil
La Ka'a Póra es representada como una mujer, dueña y protectora de los animales del monte. Si está en buenas relaciones con un cazador, puede ayudarlo. Si no lo está, apaleará sus perros hasta hacerlos revolcarse de dolor aprovechando su invisibilidad, y permitiendo así que la presa huya.